# Psychoda alia
Psychoda alia är en tvåvingeart som beskrevs av Quate 1962. Psychoda alia ingår i släktet Psychoda och familjen fjärilsmyggor. Inga underarter finns listade i Catalogue of Life.